# Góry Dżebaskie
Góry Dżebaskie (ros.: Джебашский хребет, Dżebaszskij chriebiet) – pasmo górskie w azjatyckiej części Rosji, w północnej części łańcucha Sajanu Zachodniego. Rozciąga się na długości ok. 100 km. Najwyższy szczyt pasma ma wysokość 2510 m n.p.m. Góry zbudowane są z łupków metamorficznych, wapieni, perydotytów i miejscami granitów. Zbocza pokryte są lasami świerkowymi, sosnowymi i jodłowymi.